# Jóhann Jóhannsson
Jóhann Gunnar Jóhannsson (født 19. september 1969, død 9. februar 2018) var en islandsk komponist, som skrev musik inden for mange genrer, herunder teater, tv og film.
Hans musik til The Theory of Everything vandt en Golden Globe og blev nomineret til en Oscar, og musikken til Sicario blev ligeledes nomineret til en Oscar.

## Diskografi

### Soloalbums
- Englabörn (2002, Touch)[2]
  - Englabörn (re-issue) (2007, 4AD)
- Virðulegu Forsetar (2004, Touch)[2]
- IBM 1401, A User's Manual (2006, 12 Tónar, 4AD)[2]
- Fordlandia (2008, 4AD)[2]
- And in the Endless Pause There Came the Sound of Bees (2009, 12 Tónar, NTOV)[2]
- End of Summer (2015, Sonic Pieces) – in collaboration with Hildur Guðnadóttir & Robert Aiki Aubrey Lowe
- Orphée (2016, Deutsche Grammophon)[3]
- Englabörn & Variations (2018, Deutsche Grammophon) (Englabörn reissue)[4]
- 12 Conversations With Thilo Heinzmann (2019, Deutsche Grammophon) – recorded by Echo Collective[5][6]
- Gold Dust (2021)
- Drone Mass (2022)

### Filmalbums
- Dís (2004, 12 Tónar, in Iceland; 2005, The Worker's Institute, in the US)[2]
- Personal Effects (2009, Deutsche Grammophon)
- The Miners' Hymns (2011, 12 Tónar, FatCat)[2]
- Free The Mind (2012, NTOV)
- Copenhagen Dreams (2012, 12 Tónar)[2]
- Prisoners (2013, WaterTower Music)[2]
- McCanick by John C. Waller (2014, Milan Records)[2]
- I Am Here (med B.J. Nilsen) (2014, Ash International)[2]
- The Theory of Everything (2014, Back Lot Music)[2]
- Sicario (2015, Varèse Sarabande)[2]
- Arrival (2016, Deutsche Grammophon)[2]
- The Mercy (2018, Deutsche Grammophon)
- Mary Magdalene (2018, Milan Records)
- Mandy (2018, Lakeshore/Invada)
- Last and First Men (2020, Deutsche Grammophon)
- Blind Massage (med Jonas Colstrup) (2022, Soundtrack Magazine)
- The Shadow Play (med Jonas Colstrup) (2022, Soundtrack Magazine)

### Singler
- "The Sun's Gone Dim and the Sky's Turned Black" (2006, 4AD)

### Kunst
- Ashes and Snow (Gregory Colbert, 2002)[7]

### SKuespil
- Margrét Mikla af Kristín Ómarsdóttir (1996, Icelandic Take-away Theatre)
- Vitleysingarnir af Ólafur Haukur Símonarsson (2000, Hafnarfjördur Theater)
- Fireface af Marius Von Mayerberg (2000, RÚV)
- Englabörn af Hávar Sigurjónsson (2001, Hafnarfjördur Theater)
- Kryddlegin Hjörtu af Laura Esquivel (2002, Borgarleikhús)
- Viktoría og Georg af Ólafur Haukur Símonarsson (2002, Icelandic National Theatre)[8]
- Pabbastrákur af Hávar Sigurjónsson (2003, Icelandic National Theatre)[8]
- Jón Gabríel Borkman af Henrik Ibsen (2004, Icelandic National Theatre)[8]
- Dínamít af Birgir Sigurðsson (2005, Icelandic National Theatre)[8]
- Døden i Teben af Sophocles/Jon Fosse (2008, Det Norske Teatret)
- Ganesh versus the Third Reich af Back to Back Theatre (2011, Back to Back Theatre)[8]

### Moderne dans
- IBM 1401, a User's Manual med Erna Ómarsdóttir (2002)[8]
- Mysteries of Love med Erna Ómarsdóttir (2005)[8]